# Wilmington (Massachusetts)
Wilmington ist eine Kleinstadt im Middlesex County des Bundesstaats Massachusetts in den Vereinigten Staaten. Das U.S. Census Bureau hat bei der Volkszählung 2020 eine Einwohnerzahl von 23.349 ermittelt. Die Siedlung ist Teil der Metropolregion Greater Boston.

## Geschichte
Wilmington wurde erstmals 1665 besiedelt und 1730 offiziell gegründet, aus Teilen von Woburn, Reading und Billerica. Der erste Siedler soll Will Butter, Richard Harnden oder Abraham Jaquith gewesen sein. Butter wurde als Zwangsgefangener nach Woburn gebracht. Nachdem er seine Freiheit erlangt hatte, floh er auf die gegenüberliegende Seite eines großen Sumpfes, in das heutige Wilmington. Harnden ließ sich in Reading nieder, in einem Gebiet, das heute Teil von Wilmington ist. Jaquith ließ sich in einem Gebiet von Billerica nieder, das 1740 Teil von Wilmington wurde.
Der Middlesex-Kanal führte durch Wilmington. Er wurde 1792 gechartert und 1803 eröffnet. Er diente dem Fracht- und Passagiertransport zwischen dem Merrimack River und Boston. Eine wichtige Fracht auf dem Kanal war Hopfen. Von der Mitte des 18. bis zum frühen 19. Jahrhundert war Massachusetts der anerkannte Marktführer in der Hopfenproduktion in Nordamerika. Insbesondere Middlesex County war berühmt für seine Hopfengärten.

## Demografie
Laut einer Schätzung von 2019 leben in Wilmington 23.445 Menschen. Die Bevölkerung teilt sich im selben Jahr auf in 87,3 % Weiße, 4,1 % Afroamerikaner, 6,2 % Asiaten und 1,7 % mit zwei oder mehr Ethnizitäten. Hispanics oder Latinos aller Ethnien machten 1,0 % der Bevölkerung aus. Das mittlere Haushaltseinkommen lag bei 125.922 US-Dollar und die Armutsquote bei 2,9 %.

## Infrastruktur
Über die Massachusetts Bay Transportation Authority ist Boston per Bahn und Bus zu erreichen.